# Latreutes laminirostris
Latreutes laminirostris är en kräftdjursart som beskrevs av Ortmann 1890. Latreutes laminirostris ingår i släktet Latreutes och familjen Hippolytidae. Inga underarter finns listade i Catalogue of Life.